# Millennium: Tribal Wisdom and the Modern World
Millennium: Tribal Wisdom and the Modern World is een Canadese documentaire-reeks die werd uitgezonden door Global Television Network en BBC-TV. De reeks is ontworpen om reflectie te stimuleren en een nieuwe kijk te inspireren op wat de moderne wereld kan leren van tribale samenlevingen naarmate het millennium dichterbij komt.

## Inhoud
De documentaire onderzoekt de waarden en verschillende wereldperspectieven die tribale samenlevingen bij elkaar houden. Het presenteert tribale volkeren in de waardigheid van hun eigen huis en vangt hun gebruiken en ceremonies. De reeks wordt gepresenteerd door de antropoloog David Maybury-Lewis en is in beeld gebracht door camerawerk van Michael Boland en Vic Sarin.

## Afleveringen
1. The Shock of the Other
2. Strange Relations
3. A Poor Man Shames Us All
4. An Ecology of Mind
5. Mistaken Identity
6. Inventing Reality
7. The Art of Living
8. Touching the Timeless
9. The Tightrope of Power
10. At the Threshold

## Prijzen en nominaties
| Jaar | Prijs        | Categorie | Genomineerde(n)             | Uitslag  |
| ---- | ------------ | --- | --------------------------- | -------- |
| 1992 | Emmy Award   | Outstanding Individual Achievement -Informational Programming - Cinematography (voor afl. "Strange Relations") | Vic Sarin en Michael Boland | Gewonnen |
| 1993 | Gemini Award | Best Photography in an Information/Documentary Program or Series                                               | Vic Sarin en Michael Boland | Gewonnen |